# 网球诚信组织
网球诚信组织（Tennis Integrity Unit，也有称作网球诚信小组，简称TIU）是自2008年至2020年间负责调查网球比赛中网球比赛造假问题的专门机构。从2020年起，该机构被拥有更多权利和职责的国际网球诚信机构（ITIA）取代。TIU拥有对涉及腐败行为的球员、裁判及其他网球官员处以罚款、实施制裁甚至禁赛的权力。
TIU是国际网球联合会（ITF）下设的一个在运作上保持独立的部门，有权对卷入腐败事件的球员、裁判和官员进行罚款、制裁和禁赛。在2008年的一次关于假球指控的调查之后，ITF决定成立该组织。